# سيد أباد (فخرود)
سيد أباد (بالفارسية: سیدآباد) هي مستوطنة تقع في إيران في قسم فخرود الريفي. يقدر عدد سكانها بـ 197 نسمة بحسب إحصاء 2016.